# Henri Frédéric Schopin
Pour l’article ayant un titre homophone, voir Chopin (homonymie).
Henri-Frédéric Schopin né le 12 juin 1804 à Lübeck (Saint-Empire romain germanique) et mort le 21 octobre 1880 à Montigny-sur-Loing est un peintre français.

## Biographie
Né en Allemagne de parents français, Henri-Frédéric Schopin est le fils du sculpteur Jean-Louis-Théodore Chopin et le frère du polygraphe Jean-Marie Chopin.
Il est élève d'Antoine-Jean Gros. Il obtient le prix de Rome en peinture de 1831 pour Achille poursuivi par le Xanthe. Il débute au Salon de 1835 avec quatre œuvres : Les Derniers Moments des Cenci (musée de la Chartreuse de Douai), Charles IX signant l'acte de la Saint-Barthélémy, Une fontaine à Albano et Une jeune fille et sa chèvre.
Il est un des hôtes de l'atelier La Childebert au 9, rue Childebert à Paris.
Par son mariage en 1830 avec Nathalie-Sophie Dailly (1810-1895), il devient le gendre de l'acteur Armand-Dailly, sociétaire de la Comédie-Française.
Il est inhumé dans le cimetière de Montigny-sur-Loing.

## Œuvres
France

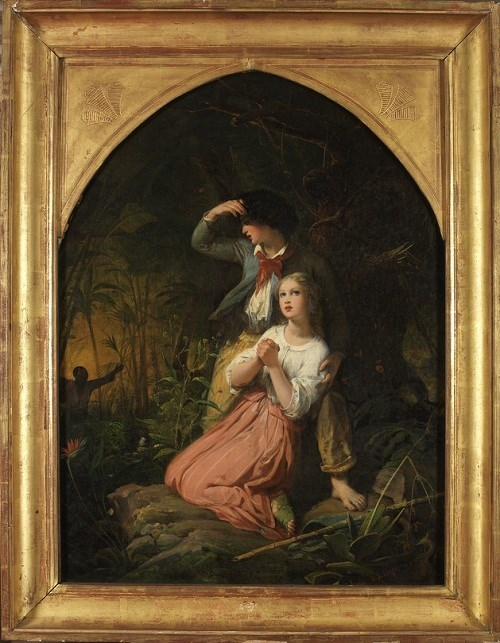
Paul et Virginie dans la forêt (1841), Saint-Paul, musée de Villèle.

- Fontainebleau, palais de Fontainebleau[4] :
  - L'Incendie de l'Aile de la Comédie ;
  - l'Enfance de Paul et Virginie ;
  - Un harem.
- Malmaison, château de Malmaison : Divorce entre Napoléon et Joséphine, 15 décembre 1809.
- Morez, musée de la Lunette : Jacob chez Laban.
- Paris, Petit Palais : Les Derniers jours de Pompéi, entre 1834 et 1850[5].
- Saint-Denis, musée Léon-Dierx :
  - Paul et Virginie dans la forêt ;
  - Virginie au bain.
- Versailles, château de Versailles : 
  - Bataille de Hohenlinden, 3 décembre 1800, galerie des Batailles ;
  - Bataille sous les murs d'Antioche, salles des Croisades.

Royaume-Uni
- Londres, Wallace Collection : Le Divorce de l'impératrice Joséphine, 1846, huile sur toile, 56 × 80 cm[6].

Localisation inconnue
- David revient vainqueur de Goliath.
- Deux sujets d'après Manon Lescaut.
- Fleur-de-Marie et Rodolphe et Fleur-de Marie et le Curé, deux sujets tirés des Mystères de Paris d'Eugène Sue.
- Fondation des Invalides.
- Les Martyrs de Cilicie.
- Les Sœurs de charité en Crimée.

Œuvres d'Henri Frédéric Schopin
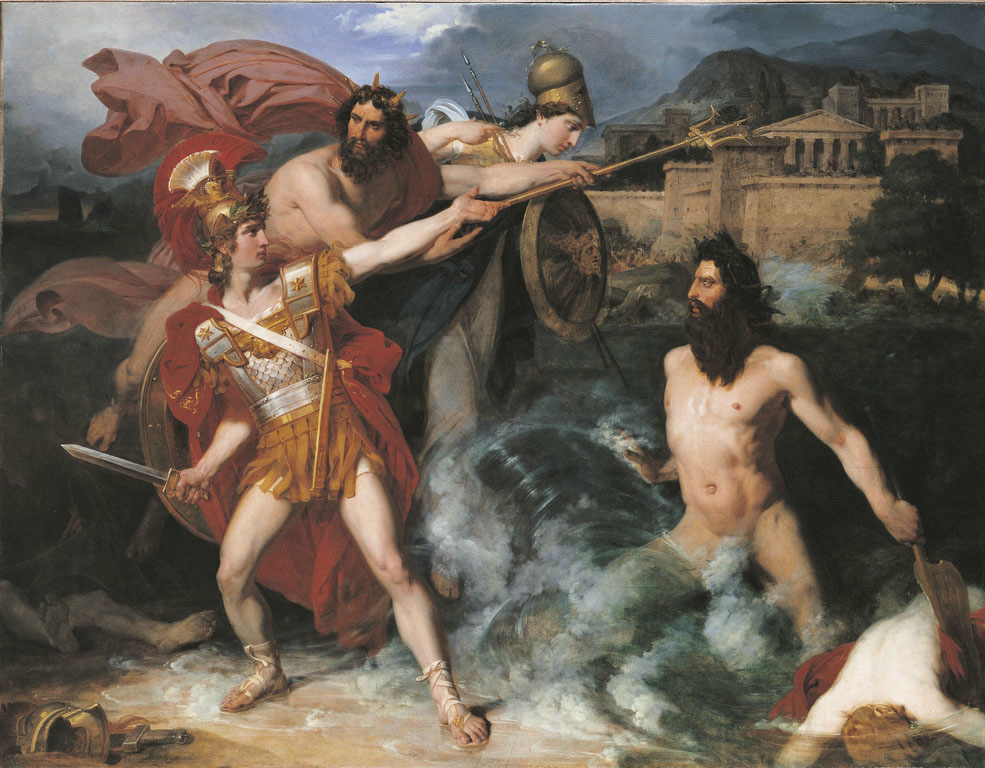
Achille poursuivi par le Xanthe (1831), Paris, École nationale supérieure des beaux-arts.
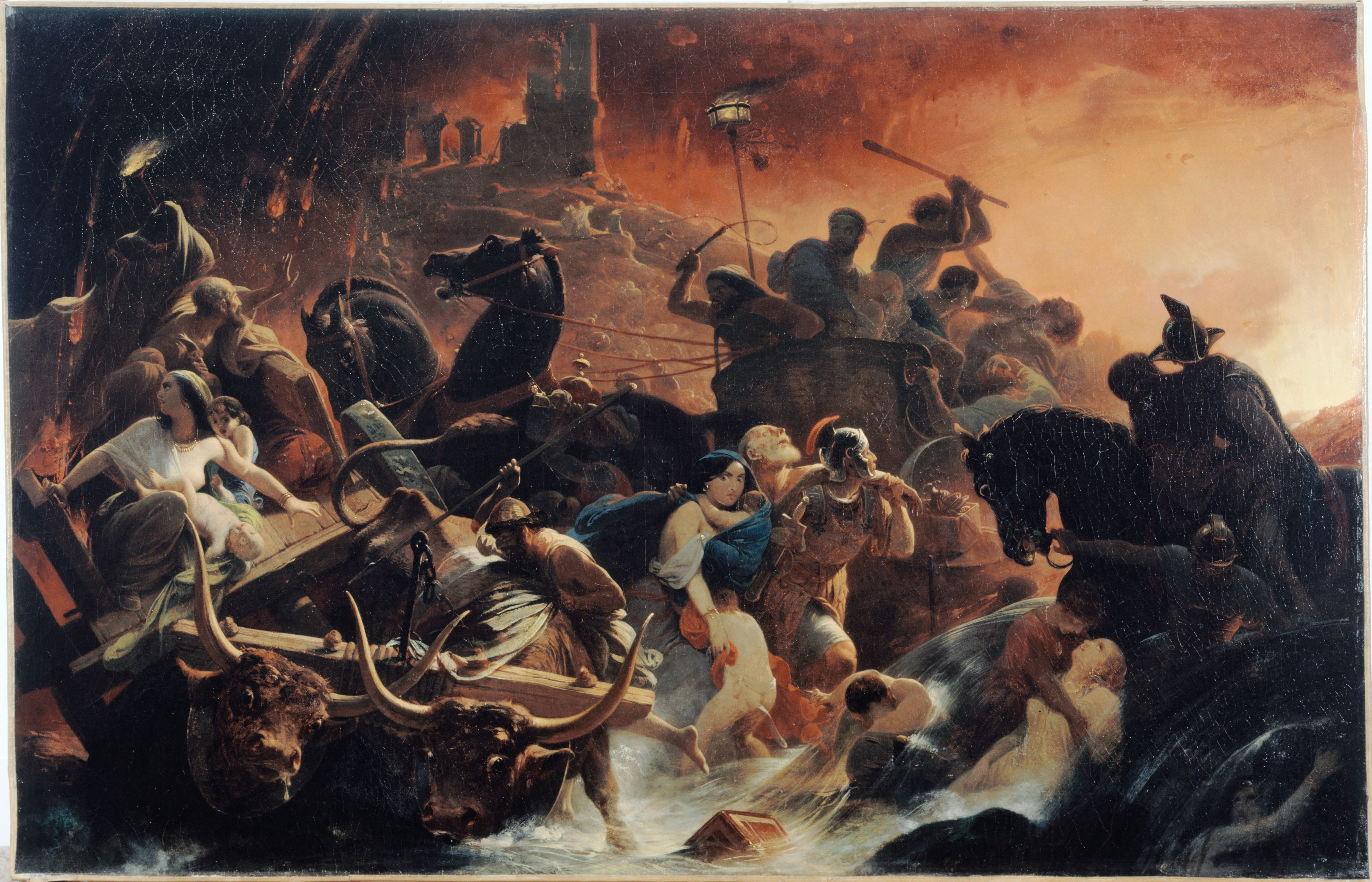
Les Derniers jours de Pompéi (entre 1834 et 1850), Paris, Petit Palais.
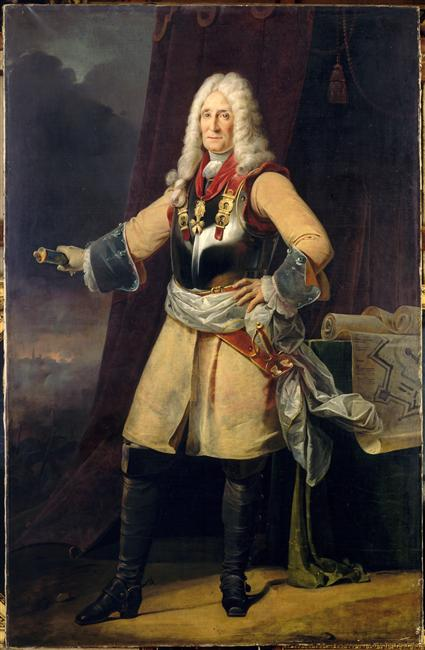
Portait de Claude François Bidal d'Asfeld (1835), château de Versailles.
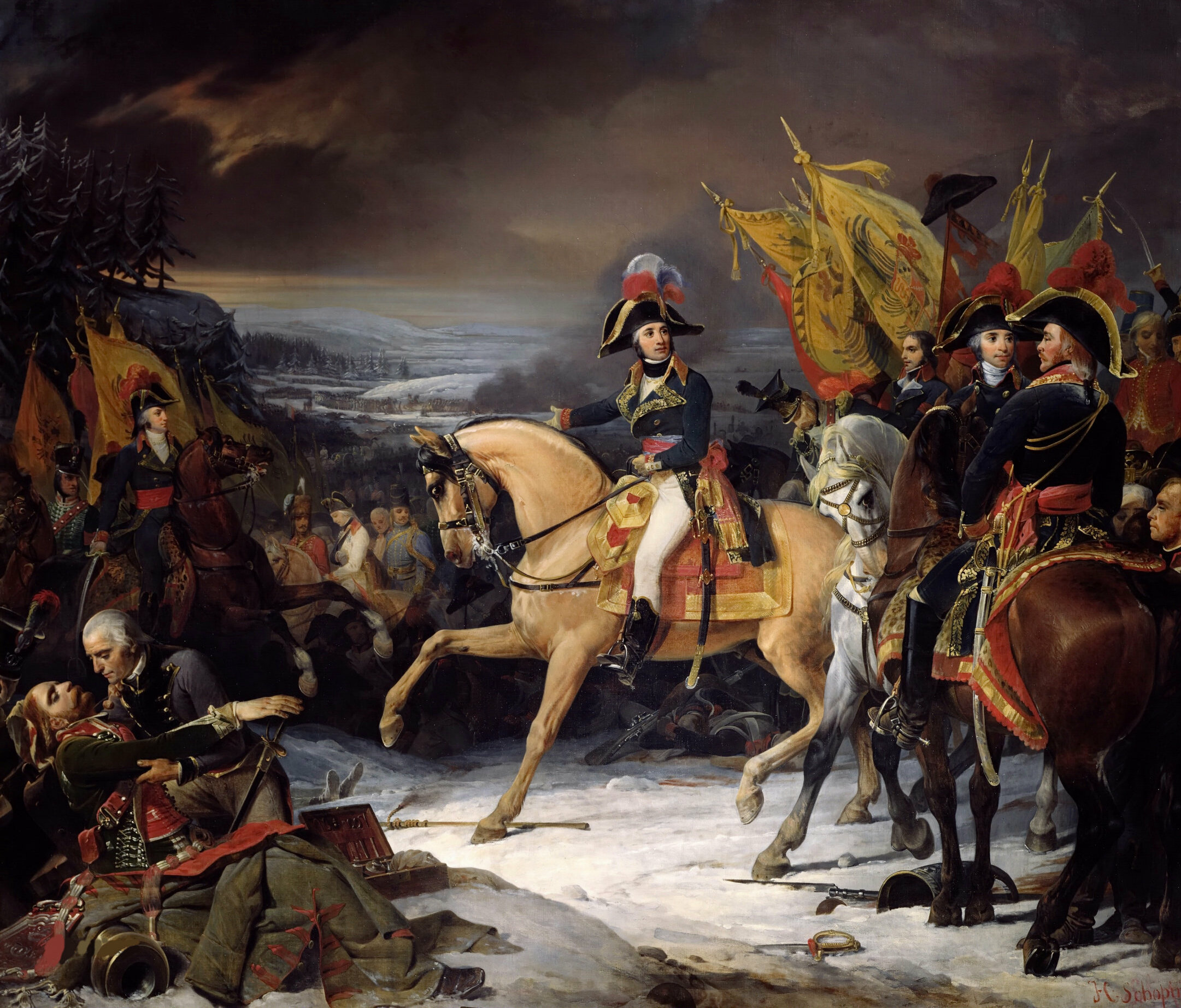
Bataille de Hohenlinden, 3 décembre 1800 (1836), château de Versailles.
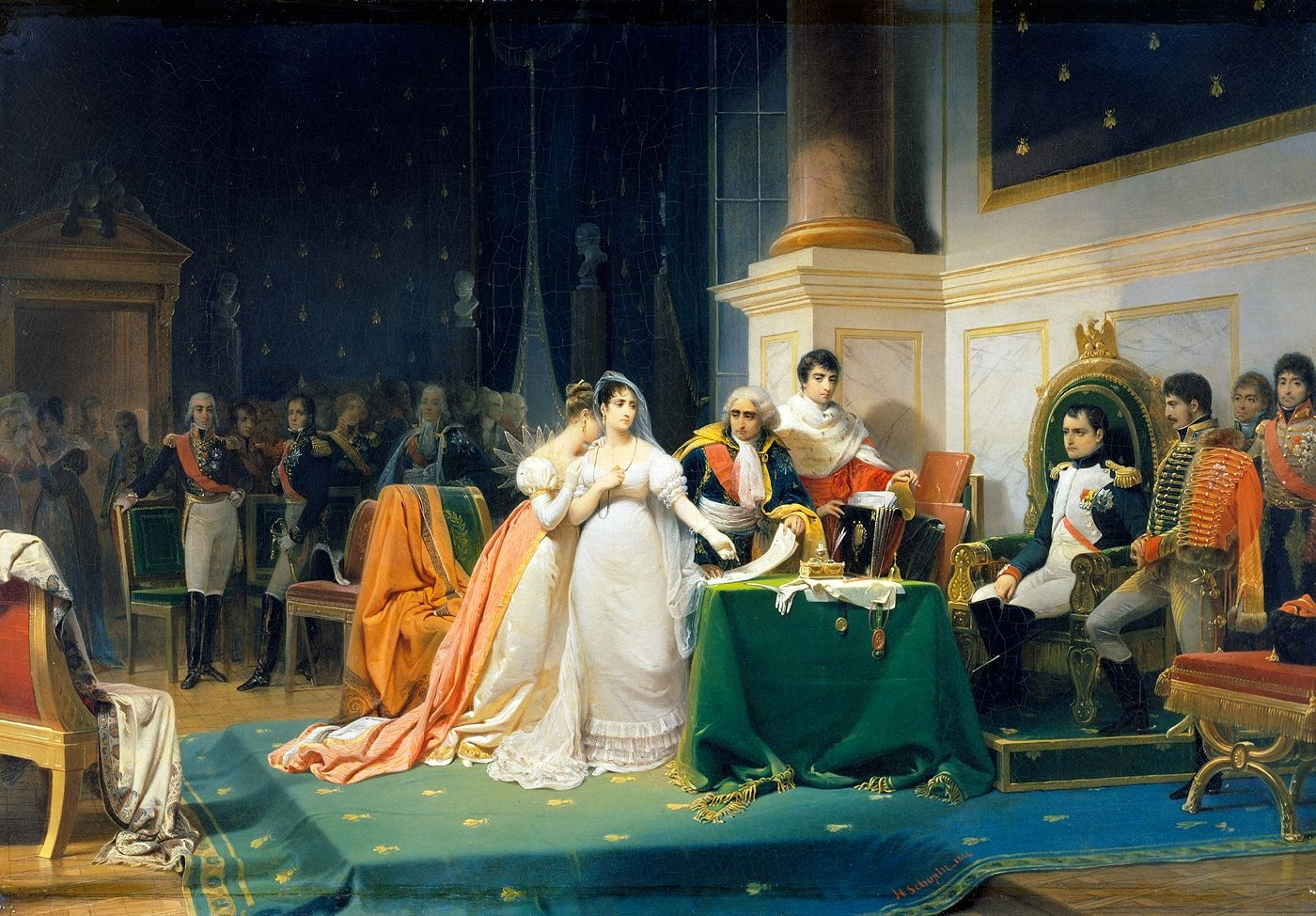
Divorce entre Napoléon et Joséphine, 15 décembre 1809 (1846), Londres, Wallace Collection.
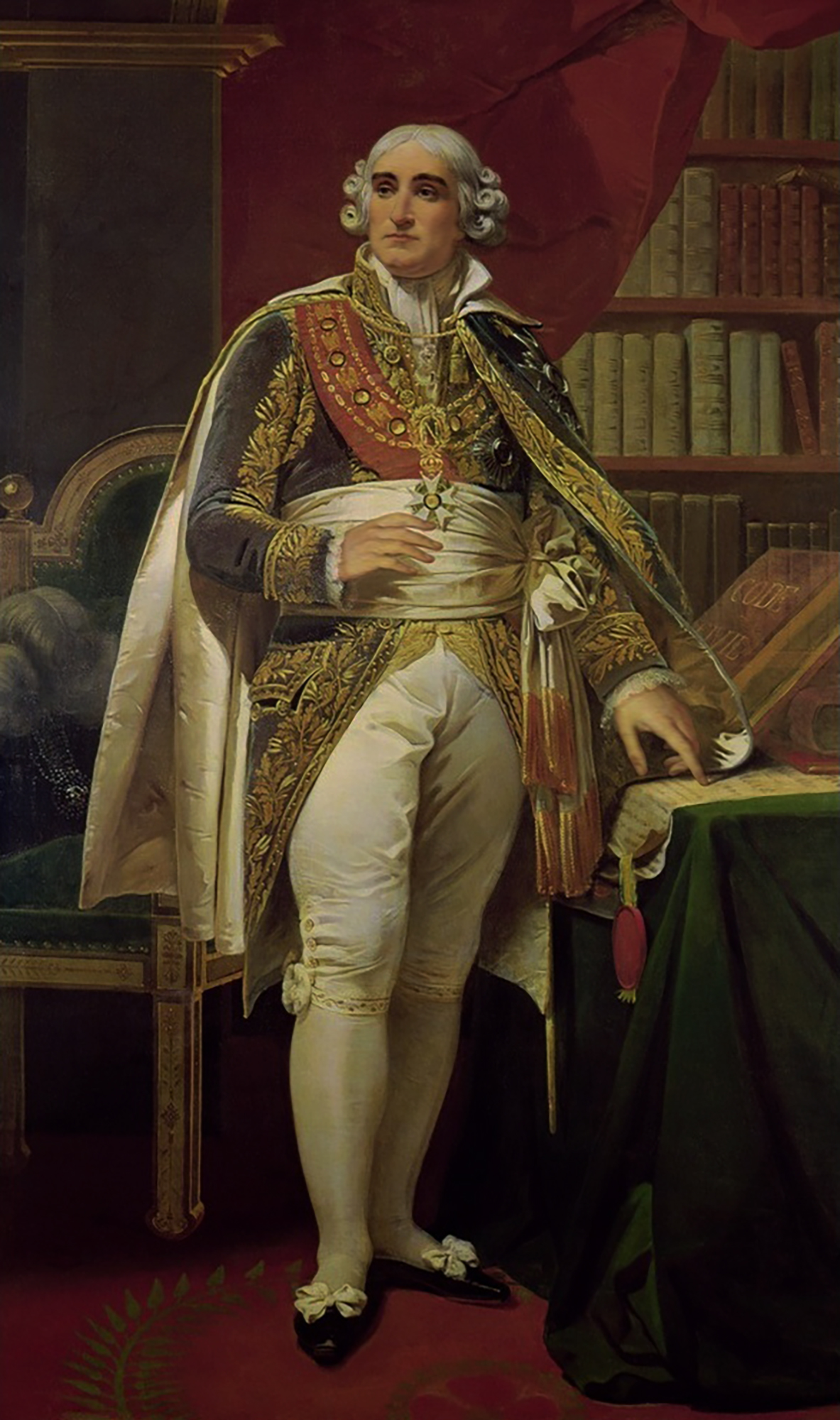
Portrait de Cambacérès, château de Versailles.